# ¡آلا تو!
¡آلا تو! (انگلیسی: ¡Allá tú!) (فارسی: ¡این کار تو هست!) نام یک مجموعه تلویزیونی در اسپانیاست که بین سال های ۲۰۰۴ تا ۲۰۱۱ پخش می شد.